# Naan qalia
| Lugar de origen          | India                                                                                     |
| Región o estado          | Aurangabad, Maharashtra                                                                   |
| Ingredientes principales | Coco, semillas de amapola (Khush-Khush), cordero, Buchanania lanzan, dahi (yogur) o limón |

| Libro de cocina: Naan Qalia Media: Naan Qalia |

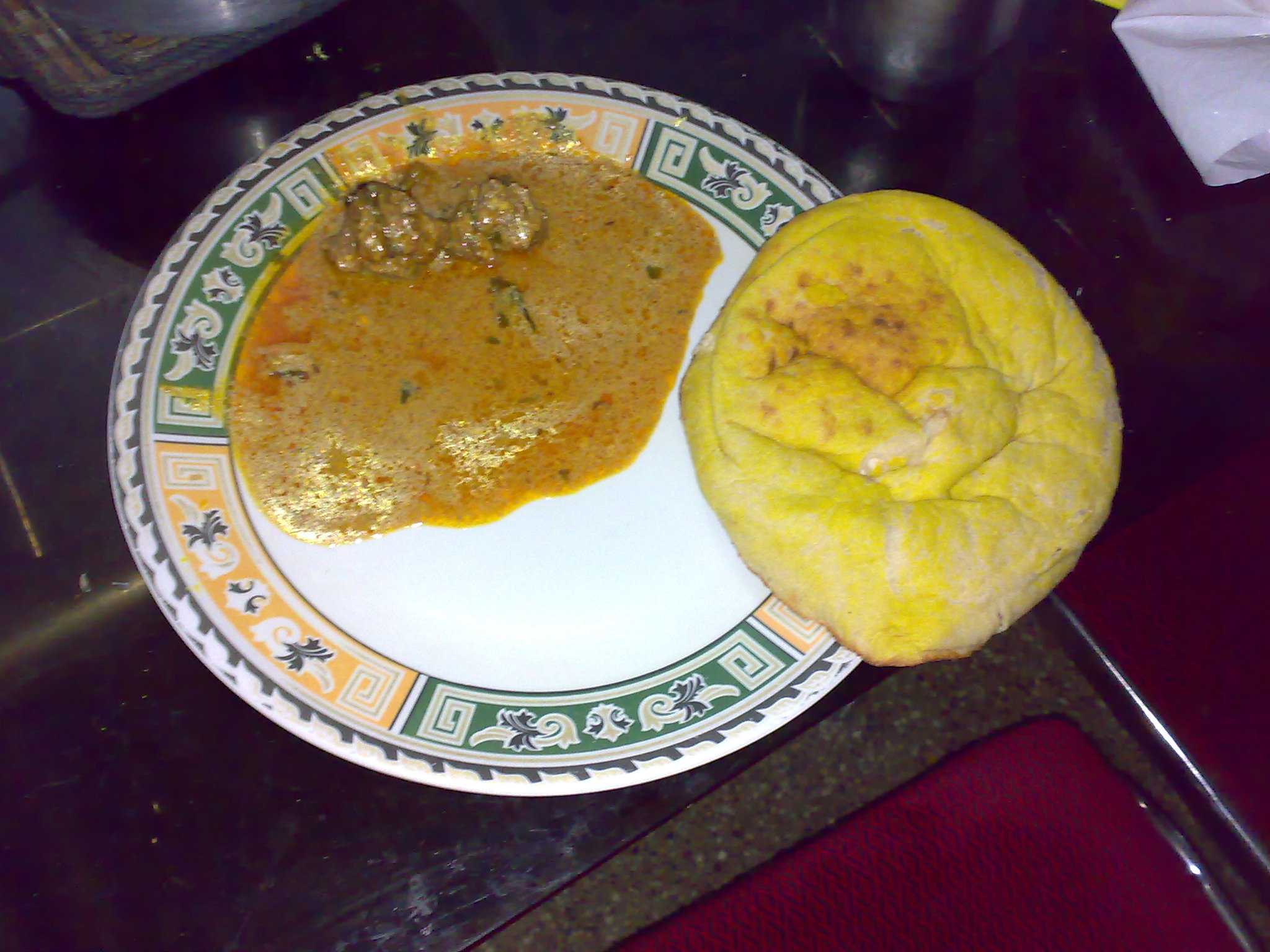

Naan qalia es un plato que se origina en Aurangabad, Maharashtra en India. Es una mezcla de cordero y una variedad de especias. Naan es un pan hecho en un tandoor (horno caliente), mientras que qalia es una mezcla de cordero o ternera y diversas especias.

## Historia
Cuando Muhammad bin Tughluq trasladó su capital de Delhi a Daulatabad, hubo un éxodo masivo de personas de Delhi a Daulatabad. De camino a Daulatabad, el enorme ejército de Tughlaq estaba exhausto. Era una tarea difícil proporcionar alimentos a un ejército tan grande. Así que los shahi bawarchis (cocineros reales) cavaron un horno caliente y sacaron miles de naan. Mientras tanto, la qalia se preparó cocinando lentamente carne de res o cordero y agregando varias especias locales en el enorme caldero degh. Más tarde, este plato fue consumido por los soldados sipahi y fue llamado 'siphaaiyon ka khana' o 'fauji ka khana'. Se hace comúnmente en Aurangabad y especialmente en bodas, así como en ocasiones especiales.

## Preparación tradicional
Los naan se preparan en un horno de barro abierto, que se monta en un agujero en el suelo. El fuego proviene de un agujero lateral. El panadero (generalmente llamado bhatiyara) se sienta al lado del horno y coloca el naan en el horno para hornear, estos naan se seleccionan con varillas especialmente diseñadas. Estos Naan son bastante esponjosos. Cada uno de estos naan recibe un cepillo de cúrcuma y agua dulce, tan pronto como estén horneados. Esto le da el color dorado naan y también hace que dure más.
La qalia es un curry espeso, elaborado con varios ingredientes y con un proceso largo. Hay una serie de variaciones en las especias y los ingredientes en las ciudades cercanas a Aurangabad. El qalia de Aurangabad tiene una base de yogur, mientras que el de Khuldabad tiene una base de limón. La qalia se prepara en un caldero grande llamado degh, tiene una capa superior de aceite. Este aceite picante encima se llama tari.